# بوفالو وينغز
أجنحة بوفالو أو بوفالو وينغز هو طبق ينتمي للمطبخ الأمريكي، تشكّل أجنحة الدجاج المكوّن الرئيسي له حيث تقلى قلياً عميقاً قبل أن تغطى بطبقة من الصلصة المكونة من الخل والشطة والفليفلة الحريفة والزبدة. تقدم الأكلة ساخنة، مع قطع الكرفس والجزر وغموس الجبن الأزرق.

## التحضير
تعتبر الشطة والفليفلة الحريفة والزبدة المذابة (أو المارغرين) أساس الصلصة؛ وقد يكون قوامها خفيفاً أو متوسطاً أو ساخناً. تقلى الأجنحة قلياً عميقاً في الزيت (أحياناً تشوى أو تُخبّز) حتى يصبح لونها ذهبياً. ثم تغطس القطع في الصلصة لتغطى بها بأكملها.

## التاريخ
ثمة ادعاءات عديدة عن كيفية اختراع أجنحة بوفالو
أكثر تلك الادعاءات انتشاراً هي أن أجنحة بوفالو أُعدّت للمرة الأولى في آنكر بار في مدينة بوفالو في نيويورك، على يد تيريزا بيليسيمو، حيث كانت تدير ذلك المطعم مع زوجها فرانك. ثمة تطورات عديدة عن تلك القصة تداولتها عائلة بيليسيمو وغيرهم.

### الانتشار الشعبي
أعلنت مدينة بوفالو رسمياً يوم 29 تموز (يوليو) 1977 يوماً لأكلة أجنحة الدجاج.
أصبحت «أجنحة بوفالو» أكلة شعبية تقدم كفاتح شهية في مختلف أنحاء الولايات المتحدة وكندا. كما ظهرت امتيازات استخدام العلامة التجارية منها بوفالو وايلد وينغز والتي تأسست عام 1982. مع زيادة الطلب، بدأت المطاعم باستخدام أنواع مختلفة من الصلصات والنكهات. أخذت هذه الصلصات عادة من المطبخ الصيني والمطبخ الياباني والمطبخ الكاريبي والمطبخ الهندي. كما قدّمت العديد من المطاعم «أجنحة بدون عظم» تؤكل بواسطة شوكة، وهي عبارة عن قطع تشيكن تندرز مغطاة بطبقة من الصلصة. تقدم العديد من المطاعم الأمريكية في دولٍ أخرى هذا الطبق أيضاً.
تستخدم أكلة أجنحة بوفالو في مسابقات الأكل كما في فيلادلفيا (بنسيلفانيا) ومهرجان بوفالو وينغز الوطني. كما أصبح شائعاً أن تجري المطاعم مسابقات لأكل هذا الطبق
حيث يتنافس المشاركون على أكل عدد معين من الأجنحة.

## معرض الصور

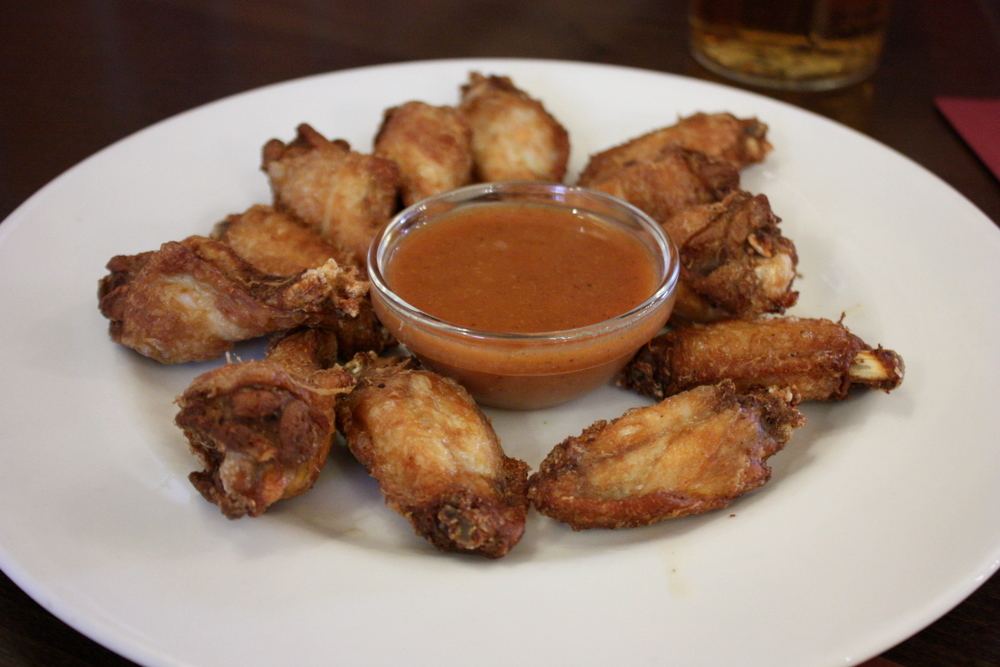
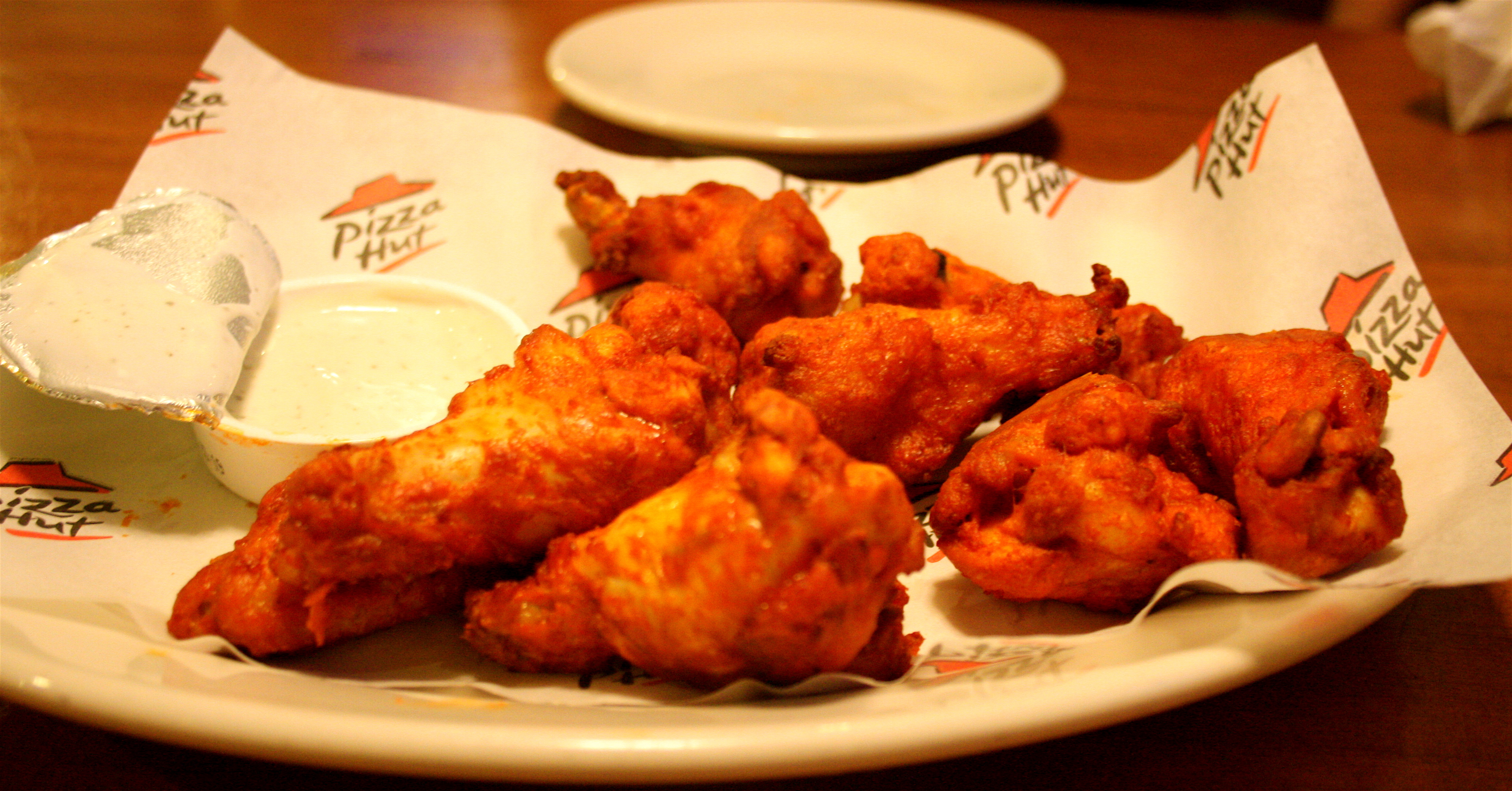
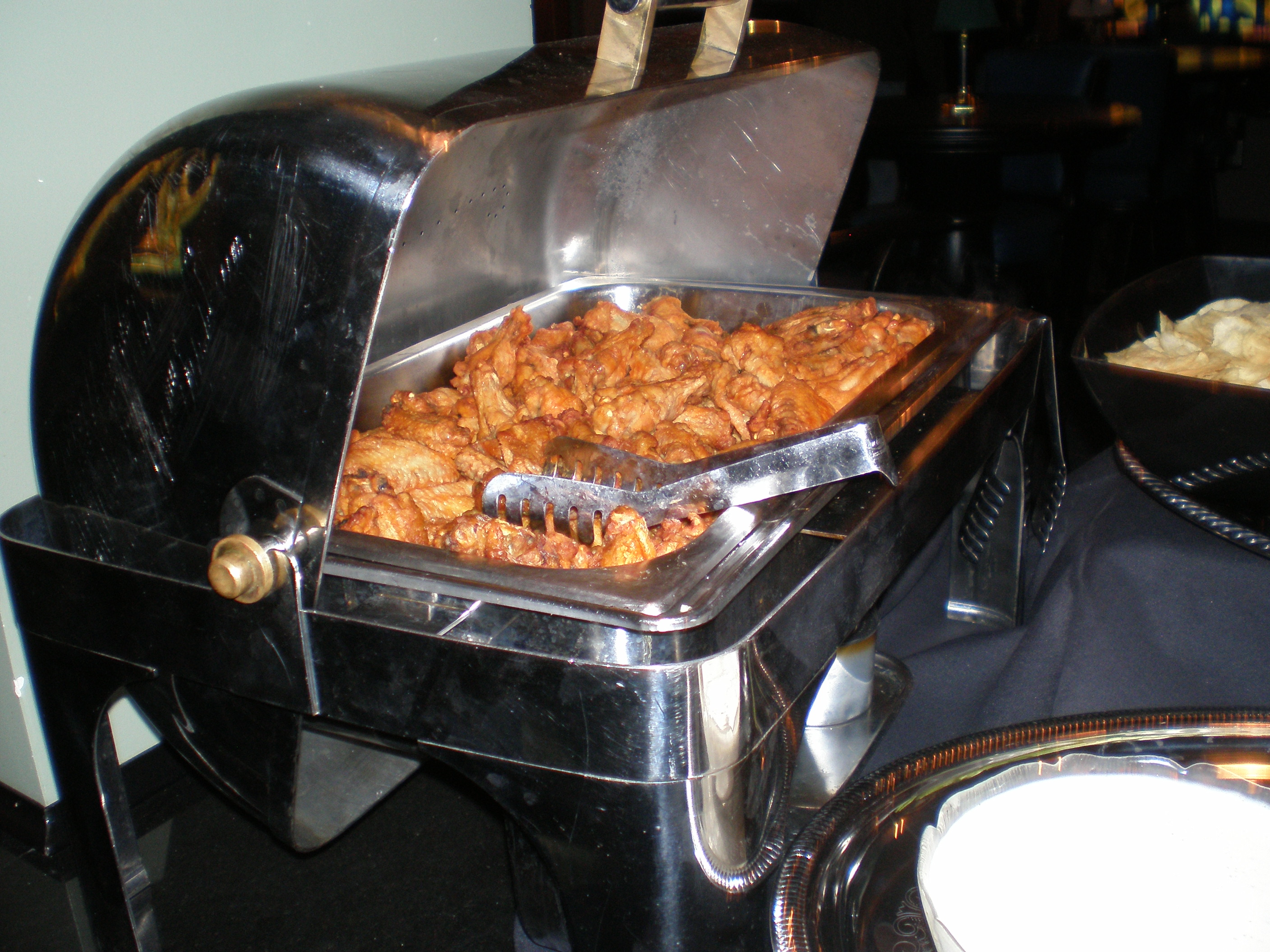

## وصلات خارجية
- مهرجان بافالو وينغز الوطني
- موقع أنكر بار الرسمي
- On the Wings of a Buffalo نسخة محفوظة 28 يوليو 2012 على موقع واي باك مشين.

from the Atlas of Popular Culture in the Northeastern United States
- A nice gathering of buffalo wing recipes